# Denis Saurambajew
Denis Saurambajew (russisch Денис Саурамбаев, engl. Transkription Denis Saurambayev; * 30. Juli 1977) ist ein ehemaliger kasachischer Leichtathlet, der sich auf den Dreisprung spezialisiert hat.

## Sportliche Laufbahn
Erste internationale Erfahrungen sammelte Denis Saurambajew vermutlich im Jahr 2003, als er bei den Zentralasienspielen in Duschanbe mit einer Weite von 15,92 m die Goldmedaille im Dreisprung gewann. Im Jahr darauf gewann er bei den erstmals ausgetragenen Hallenasienmeisterschaften in Teheran mit 16,17 m die Bronzemedaille hinter dem Chinesen Zhu Shujing und Mohammad Hazzory aus Syrien. Daraufhin beendete er seine aktive sportliche Karriere im Alter von 26 Jahren.
2003 wurde Saurambajew kasachischer Meister im Dreisprung im Freien sowie 2004 in der Halle.

## Persönliche Bestleistungen
- Dreisprung: 16,80 m (+1,2 m/s), 17. Juni 2021 in Bischkek
  - Dreisprung (Halle): 16,17 m, 8. Februar 2004 in Teheran